# Sawknah jezik
Sawknah jezik (sokna; ISO 639-3: swn), jezik jezične podskupine awjila-sokna, šire istočnoberberske skupine berberskih jezika, kojim govori 5 600 ljudi (2006) na području Tripolitanije u Libiji.
Ime dolazi možda po gradiću Sawknah, gdje se ovaj jezik i govori, smještenom u oazi obrasloj palmama.

## Vanjske poveznice
- Ethnologue (14th)
- Ethnologue (15th)